# Seleniet
De naam seleniet werd oorspronkelijk in 1747 door Johan Gottschalk Wallerius gegeven aan grotere doorschijnende gipskristallen {\displaystyle {\ce {CaSO4.2H2O}}}. Nog steeds vindt men de naam seleniet voor doorschijnende gipskristallen, maar wordt de naam seleniet liever gereserveerd voor de vezelige gipsvariëteit. Seleniet is een mineraal. De naam komt van Selene, de Griekse godin van de maan. Seleniet, albast en woestijnroos zijn de belangrijkste drie vormen waarin gips kristalliseert. 
Seleniet wordt onder andere gevormd door oxidatie van klei-afzettingen met kalksteen. In deze afzettingen komt pyriet voor. Door de verwering, door de oxidatie van pyriet komen er sulfaationen {\displaystyle {\ce {SO4^2-}}} vrij. Door de oxidatie zal de klei verzuren, waardoor de kalk in dit zure milieu oplost. Hierdoor komen er calciumionen {\displaystyle {\ce {Ca^2+}}} vrij, die met het sulfaat tot gips reageren.
De transparante gipsvariëteit (ook wel mariaglas genoemd) wordt weleens verward met bergkristal {\displaystyle {\ce {SiO2}}}, omdat ze qua uiterlijk erg op elkaar lijken. Ze zijn gemakkelijk te onderscheiden doordat er met de nagel in het oppervlak van seleniet kan worden gekrast. Bij bergkristal is dat niet mogelijk omdat dat veel harder is.

## Overige
Een seleniet is ook een fictieve maanbewoner.